# Music City Bowl 2014
Match précédent Match suivant
Le Music City Bowl 2014 est la 17e édition du Music City Bowl, match annuel d'après saison régulière de football américain de niveau universitaire se déroulant depuis 1998 dans le LP Field d'une capacité de 69 143 spectateurs lequel est situé à Nashville dans l'état du Tennessee aux États-Unis.
Le match se déroule le 30 décembre 2014 et débute à 03:00 p.m. ET. (21:00 heure française). Il est retransmis par ESPN et son pay-out est de 2 750 000 US$.
Le match est sponsorisé par la Franklin American Mortgage Company et est officiellement renommé le Franklin American Mortgage Company Music City Bowl.

## Présentation du match[1]
À l'issue de la saison régulière 2014, les Fighting Irish (7-5) sont éligibles pour un bowl et ils acceptent l'invitation à rencontrer, le 30 décembre 2013, lors du Franklin American Mortgage Music City Bowl , l'équipe issue de la SEC, les Tigers de LSU (8-4), classée 23e au classement du CFP à l'issue de la saison régulière. 
La saison régulière a été décevante pour ces deux équipes et elles espèrent grâce au bowl terminer l‘année sur une note positive. Une victoire donnerait un bilan de 9 victoires aux Tigers de LSU en autant de saison sous le coaching de Les Miles. Les Fighting Irish vont tenter d’éviter de finir la saison par une série de 5 défaites consécutives.
Il s’agira du 3e bowl entre ces deux équipes, les deux premiers matchs ayant été gagnés par LSU, 27 à 9 lors de l’Independence Bowl de 1997 et 41 à 14 lors du Sugar Bowl de 2007. Il s’agira aussi de la 10e rencontre officielle entre ces deux équipes (5 victoires chacune).
ND n’a gagné qu’un seul de ses 6 derniers matchs après avoir pourtant entamé la saison par 6 victoires consécutives.
La défense des Tigers n’accordant en moyenne que 16,4 pts par match est classée 3e de la FBS (Football Bowl Subdivision). Elle est classée 7e en n’ayant concédé en moyenne que 305,8 yards par match. ND n’avait concédé que 316 yards et 12 pts par match sur l’ensemble de ses 5 premiers matchs mais ces moyennes sont devenues beaucoup plus mauvaises lors des 7 derniers matchs (462,6 yards et 42,6 pts encaissés).
QB Everett Golson de ND a inscrit 29 TDs à la passe et mène son équipe avec 8 TDs à la course. II a aussi commis 22 turnovers (perte de balle au profit de l’adversaire).
WR William Fuller mène l’attaque de ND avec 71 réceptions, 1 037 yards et il est classé 13e en FBS avec 14 TDs.
WR Travin Dural mène l’attaque de LSU avec 7 TDs et une moyenne de 20,9 yards par réception le classant  8e de la FBS.
3 joueurs des Tigers ont effectué au moins 100 courses cette saison et le freshman Leonard Fournette mène son équipe avec 891 yards et 8 TDs.
Blessures :
OLM  Christian Lombard de ND est blessé au dos.
Center Elliott Porter de LSU est douteux à la suite d'un problème de cheville
| Équipes                  | Conférences | Entraîneurs | Stats. saison rég. |
| ------------------------ | ----------- | ----------- | ------------------ |
| Notre Dame               | Ind.        | Brian Kelly | 7-5                |
| Loisiana State           | SEC         | Les Miles   | 8-4                |
| Arbitre : Michael Batlan |             |             |                    |

## Résumé du match

### Évolution du score[1]
| EVOLUTION DU SCORE du MUSIC CITY BOWL 2014 |                              |                              |                              |                              |                              | |       |       |
| QT                                         | Temps                        | Drive                        | Drive                        | Drive                        | Équipe                       | Description de l'action | Score | Score |
|                                            |                              | Jeux                         | Yards                        | TDP                          |                              | | ND    | LSU   |
| 1                                          | 07:04                        | 15                           | 66                           | 07:56                        | ND                           | TD par RB William Fuller à la suite d'une course après réception d'une passe de 12 yards de QB Malik Zaire + 1 pt de conversion par kicker Kyle Brindza              | 7     | 0     |
| 1                                          | 00:10                        | 8                            | 76                           | 02:36                        | LSU                          | TD par RB Leonard Fournette à la suite d'une course de 8 yards + 1 pt de conversion par kicker Trent Domingue                                                        | 7     | 7     |
| 2                                          | 11:04                        | 11                           | 75                           | 04:01                        | ND                           | TD de QB Malik Zaire à la suite d'une course de 7 yards + 1 pt de conversion par kicker Kyle Brindza                                                                 | 14    | 7     |
| 2                                          | 10:52                        | -                            | -                            | -                            | LSU                          | TD de RB Leonard Fournette à la suite d'un retour de kick sur 100 yards + 1 pt de conversion par kicker Trent Domingue                                               | 14    | 14    |
| 2                                          | 06:12                        | 10                           | 59                           | 04:40                        | ND                           | TD par RD Tarean Folston à la suite d'une course de 6 yards + 1 pt de conversion par kicker Kyle Brindza                                                             | 21    | 14    |
| 3                                          | 14:46                        | 1                            | 75                           | 00:14                        | LSU                          | TD par WR John Diarse à la suite d'une course de 75 yards après réception d'une passe de 5 yds de QB Anthony Jennings + 1 pt de conversion par kicker Trent Domingue | 21    | 21    |
| 3                                          | 06:14                        | 1                            | 89                           | 00:12                        | LSU                          | TD ar RB Leonard Fournette à la suite d'une course de 89 yards + 1 pt de conversion par kicker Trent Domingue                                                        | 21    | 28    |
| 3                                          | 04:15                        | 4                            | 67                           | 01:59                        | ND                           | TD par WR C.J. Prosise à la suite d'une course de 50 yards + 1 pt de conversion par kicker Kyle Brindza                                                              | 28    | 28    |
| 4                                          | 00:04                        | 14                           | 71                           | 05:37                        | ND                           | FG de 32 yards par kicker Kyle Brindza | 31    | 28    |
| "TDP" = temps de possession.               | "TDP" = temps de possession. | "TDP" = temps de possession. | "TDP" = temps de possession. | "TDP" = temps de possession. | "TDP" = temps de possession. | "TDP" = temps de possession. | 31    | 28    |

### Statistiques[1]
| Statistiques par Équipes               |                      |                      |
| Statistiques                           | ND                   | LSU                  |
| 1er downs                              | 23                   | 17                   |
| Conversion de 3e Down                  | 11/17                | 5/10                 |
| Conversion de 4e Down                  | 1/2                  | 0/1                  |
| Nbre total de yards                    | 449                  | 436                  |
| Nbre total de yards à la course        | 51 courses/263 yards | 38 courses/285 yards |
| Nbre total de yards à la passe         | 186                  | 151                  |
| Passes : Réussies-Tentées-Interceptées | 18/26-0              | 7/14-0               |
| Réussite en red-zone                   | 4(3 TD et 1 FG)/5    | 1 (1TD)/2            |
| TD                                     | 4 (1 à la passe)     | 4 (1 à la passe)     |
| Field Goals (Réussi/Nombre)            | 1/1                  | 0/1                  |
| Sacks (yards gagnés)                   | 2 (10 yards)         | 0                    |
| Turnovers                              | 0                    | 1                    |
| Fumbles (Nombre/Perdus)                | 0/1                  | 1/1                  |
| Pénalités (Nombre/Yards perdus)        | 2 (15 yards)         | 2 (7 yards)          |
| Temps de possession                    | 37:00                | 23:00                |

| Meilleur Joueur (MVP) | Meilleur Joueur (MVP) | Meilleur Joueur (MVP) |
| --------------------- | --------------------- | --------------------- |
| Nom                   | Équipe                | Poste                 |
| Zaïre Malik           | ND                    | QB                    |

| Statistiques Individuelles |                   |                                               |
| Quaterbacks                |                   |                                               |
| ND                         | Malik Zaire       | 12/15, 96 yards, 1 TD (course) + 1 TD (passe) |
| ND                         | Everett Golson    | 6-11, 90 yards                                |
| LSU                        | Anthony Jennings  | 7/14, 151 yards, 1 TD                         |
| Meilleurs Coureurs         |                   |                                               |
| ND                         | Malik Zaire       | 2 courses, 96 yards, 1 TD                     |
| LSU                        | Leonard Fournette | 11 courses, 143 yards, 2 TDs                  |
| Meilleurs Receveurs        |                   |                                               |
| ND                         | William Fuller    | 5 Réc., 57 yards, 1 TD                        |
| LSU                        | John Diarse       | 2 Réc., 76 yards, 1 TD                        |
| Meilleurs Takleurs         |                   |                                               |
| ND                         | Redfield          | 10 tackles, 4 assistes                        |
| LSU                        | Kwon Alexander    | 8 tackles, 3 assistes                         |